# Ficus adenosperma
Ficus adenosperma är en mullbärsväxtart som beskrevs av Friedrich Anton Wilhelm Miquel. Ficus adenosperma ingår i släktet fikonsläktet, och familjen mullbärsväxter. Inga underarter finns listade i Catalogue of Life.